# Rotten Apple (песня Alice in Chains)
«Rotten Apple» (с англ. — «Гнилое яблоко») — песня американской гранж-группы Alice in Chains с альбома Jar of Flies.

## Содержание
Песня характерна меланхолическим звучанием, отсылающая к творчеству супергруппы Temple of the Dog. К вступительному басовому риффу схожий по стилю группе Tool, присоединяются акустические гитары и электрогитара с эффектом wah-wah.Также в композиции используется гитарный эффект ток-бокс.
Автор песни является Лейн Стейли, а музыку написали Джерри Кантрелл и Майк Айнез. Это была первая работа Айнеза как полноценного участника группы (за исключением саундтрека к «Последнему киногерою»).

В интервью Джерри Кантрелл рассказал о работе над песнями для мини-альбома Jar of Flies:
Эта песня [Rotten Apple] и „I Stay Away“ были песнями, которые Майк [Айнез] придумал на басу, а затем обработал их на моей гитаре, чтобы они ожили. Помимо материала из саундтрека к Последнему киногерою, это был первый материал, который мы написали с Майком. Он действительно талантливый парень, и он многое привносит в группу. Для нас было важно знать, что он может это сделать.

## Выпуск и критические отзывы
Песня была выпущена в мини-альбоме Jar of Flies и в сборнике Jar of Flies / Sap.
Издание Ghost Cult Magazine охарактеризовал песню как «зловещую» и отметило, что «трек начинается с невероятного остинато басовой линии Айнеза и комбинированной педали wah, эффекта ток-бокс от Кантрелла, который напоминает о „Man In The Box“. Злой гармоничный вокал Кантрелла и Лейна Стейли имеет почти скандирующий эффект. Вступительные партии возвращаются после каждого припева. Айнез и Шон Кинни качают такой плотный, но расслабленный грув на протяжении всей песни. Расширенное соло в аутро также сдержанное, блюзовое и великолепное».
Пол Эванс из Rolling Stone сравнил вокальные партии Стейли в песнях „Rotten Apple“ и „Swing on This“ с творчеством групп Kansas и Styx и в сочетании с гитарной работой Кантрелла напоминило творчество группы Black Sabbath, вызывая при этом пафос и гнев. Эванс отметил, что в тексте песни Стейли звучало сожаление:  он пел «I repent tomorrow» (с англ. — «Завтра я буду раскаиваться») и почти в каждой песни альбома повторял слово «дом», которое произносил с болью и горечью.

## Концертные выступления
Впервые Alice in Chains исполнили песню «Rotten Apple» в Aragon Ballroom в Чикаго, штат Иллинойс 25 сентября 1993 года. Последний раз группа исполняла эту песню с вокалистом Лейном Стейли 20 октября 1993 года в Nakano Sunplaza, в Токио. После смерти Стейли, песню исполнили в акустической версии с новым вокалистом Уильямом Дювалем в Razzmatazz, в Барселоне 26 июня 2006 году. С момента возобновления работы группы в 2005 году, песню изредка исполняют во время выступлений. Последний раз песня звучала на концертной площадке Ryman Auditorium, в Нэшвилле, штат Теннесси 8 августа 2015 году.

## Участники записи
- Лейн Стейли – ведущий вокал
- Джерри Кантрелл – акустическая гитара, электрогитара
- Майк Айнез – бас-гитара
- Шон Кинни – ударные

## Примечание
1. 1 2  With Jar Of Flies, Alice In Chains unleashed an accidental masterpiece (амер. англ.). The A.V. Club. Дата обращения: 17 марта 2022. Архивировано 17 марта 2022 года.
2. 1 2  Alice In Chains - Jar Of Flies. Дата обращения: 17 марта 2022. Архивировано 16 марта 2022 года.
3. ↑  Nirvana. Guitar World Presents Nirvana and the Grunge Revolution. — Hal Leonard, 1998-10-01. — С. 257. — 114 с. — ISBN 978-1-4768-5119-8. Архивировано 17 марта 2022 года.
4. ↑  Alice In Chains - Jar Of Flies / Sap. Дата обращения: 17 марта 2022. Архивировано 17 марта 2022 года.
5. ↑  News Team. Alice In Chains Chill Masterpiece “Jar of Flies” Turns 25 Years Old (амер. англ.). Ghost Cult Magazine (25 января 2019). Дата обращения: 17 марта 2022. Архивировано 24 января 2021 года.
6. ↑  Paul Evans, Paul Evans. Jar of Flies (амер. англ.). Rolling Stone (24 марта 1994). Дата обращения: 17 марта 2022. Архивировано 12 марта 2022 года.
7. ↑  Alice in Chains Setlist at Aragon Ballroom, Chicago (англ.). setlist.fm. Дата обращения: 17 марта 2022. Архивировано 17 марта 2022 года.
8. ↑  Alice in Chains Setlist at Nakano Sunplaza, Tokyo (англ.). setlist.fm. Дата обращения: 17 марта 2022. Архивировано 17 марта 2022 года.
9. ↑  Alice in Chains Setlist at Razzmatazz, Barcelona (англ.). setlist.fm. Дата обращения: 17 марта 2022. Архивировано 17 марта 2022 года.
10. ↑  Rotten Apple by Alice in Chains Song Statistics | setlist.fm. www.setlist.fm. Дата обращения: 17 марта 2022. Архивировано 17 марта 2022 года.
11. ↑  Alice in Chains Setlist at Ryman Auditorium, Nashville (англ.). setlist.fm. Дата обращения: 17 марта 2022. Архивировано 17 марта 2022 года.